# Can Cambó Vell
Can Cambó Vell és una masia de Gualba (Vallès Oriental) inclosa a l'Inventari del patrimoni Arquitectònic de Catalunya i del Patrimoni Históric Espanyol.

## Descripció
Es tracta d'un edifici aïllat, una masia de planta quadrangular, pati al davant i torre de planta quadrada adossada (de principis del segle XX). La casa té tres pisos i la torre cinc. Les cantonades estan reforçades per grossos carreus i té un pati tancat per balustrada. La coberta d'aigües a quatre vessants és típica de les riques masies renaixentistes, no de caràcter popular sinó senyorial (Llobet, p. 390). Les finestres bilobulades amb columneta centrat també són típiques del segle xvi (Llobet, p. 390). La torre central de la masia, tot i imitar l'estil de la casa, és posterior.

## Història
El nom Cambó apareix ja en el fogatge de 1497 amb el nom de "En Cambó" i a la Vegueria de Barcelona-Sant Vicenç de Gualba, de 1515, apareix com a Francesch Cambó (Llobet, 1947, p. 466 i Iglesias, 1991, p. 176). La datació s'ha fet per l'estil. La datació de la torre és de tradició oral (Can Claerns, Gualba). La casa ha estat tan restaurada que no conserva res de l'original (Concepció Ragué, de Can Sibina, Gualba).